# Diplesiostigma particolor
Diplesiostigma particolor is een vliesvleugelig insect uit de familie Tetracampidae. De wetenschappelijke naam is voor het eerst geldig gepubliceerd in 1920 door Girault.